# 楼宇管理
楼宇管理是與设施管理有關的一门学科，具體內容涉及樓宇內的火警系统、电梯、保潔、景观美化、安全以及人力资源的管理。有專門的建筑经理負責這些日常服務的管理。